# A Francis Scott Key híd összeomlása
A Francis Scott Key híd összeomlása 2024. március 26-án történt a marylandi Baltimore-ban, amikor egy kereskedelmi hajó nekiütközött. A balesetben a híd középső része teljesen összeomlott, és hat ember meghalt. Mind a hatan munkások voltak, akik a híd karbantartásán dolgoztak a baleset idején. Három holttestet találtak a folyóban. Két embert kimentettek a folyóból, egyet súlyos sérülésekkel.

## A híd
A Francis Scott Key híd folytatólagos, többtámaszú rácsos acélhíd volt a Patapsco folyó és a kikötő felett, amelyen a baltimore-i autópálya-körgyűrű haladt. Névadója Francis Scott Key, az amerikai himnusz szövegének írója. Az 1977-ben átadott híd megközelítőleg évi 11,5 millió járműves forgalmat bonyolított le. Teljes hossza 2632 méter volt, legnagyobb nyílása 366 méter, ami a hasonló szerkezetű hidak között a világon a harmadik leghosszabb volt.
A híd az Egyesült Államok egyik legforgalmasabb hajózási útja felett haladt, amelyen 2023-ban több mint 440 000 utas és 52 millió tonna külföldi áru (kb. 80 milliárd dollár értékben) haladt át. A magyar sajtóban több helyen ez tévesen úgy jelent meg, hogy a híd volt az egyik legforgalmasabb az országban.

## A hajó

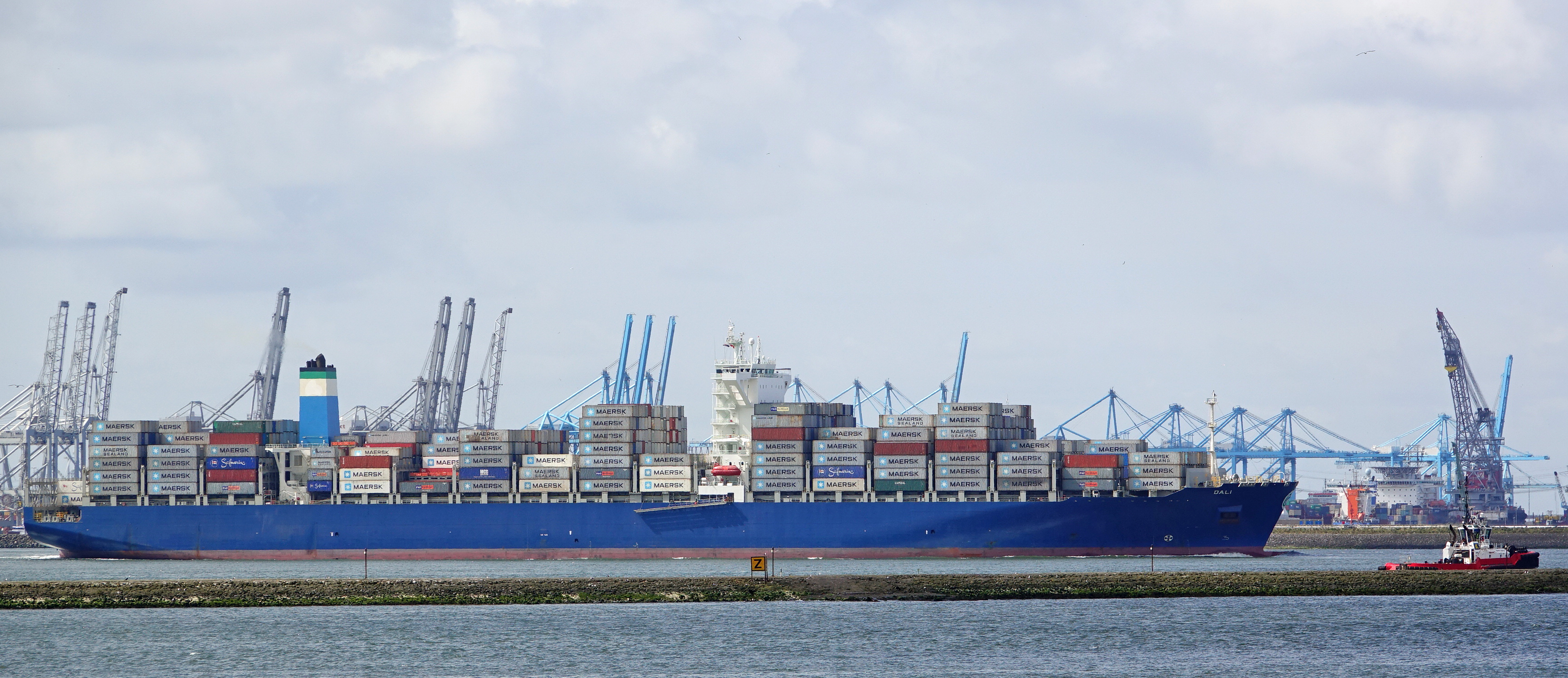
A Dali hajó 2017-ben, Rotterdam kikötőjében

A Dali Szingapúrban regisztrált 95 bruttó, 52 nettó regisztertonnás konténerszállító hajó. Névadója Salvador Dalí. 2014−15 között építették Dél-Koreában. A baleset idején a Maersk dán szállítmányozási vállalat bérelte.
Korábban már volt egy balesete, amikor 2016-ban Antwerpenben a kikötőállásnak ütközött; ekkor a hajó és a kikötőállás is megsérült. Személyi sérülés nem történt, és környezetszennyezésről sem érkezett jelentés.

## A baleset

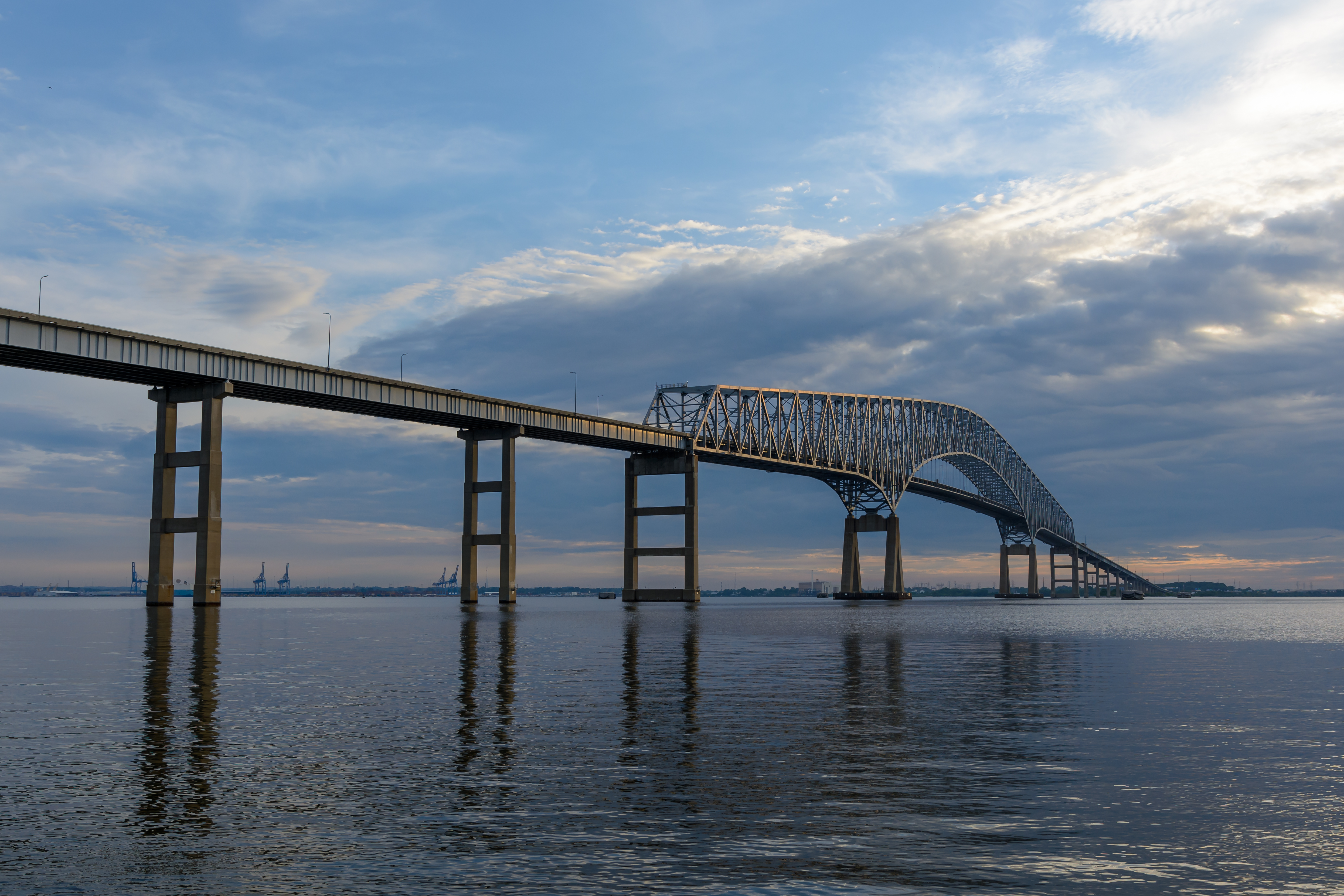
A híd 2015-ben. A Dali balról a negyedik pillérbe ütközött bele

A Dali Baltimore kikötőjéből indult a Srí Lanka-i Colombóba. Fedélzetén 22 fős legénység és két révkalauz tartózkodott. A kikötőt 00:44-kor (EDT) hagyta el a hajó, 2024. március 26-án. 01:24-kor a hajón teljes áramszünet történt, amit követően elkezdett kisodródni a kereskedelmi hajócsatornából. 01:27-kor a hajó leadott egy vészjelzést, amiben értesítették Maryland közlekedési minisztériumát, hogy elveszítették az irányítást a hajó felett és lehetséges volt az ütközés a híddal az áramvesztés következtében. Arra is felkérték a minisztériumot, hogy függessze fel a forgalom áthaladását a hídon, amilyen gyorsan csak lehet. Nem sokkal később ismét áramot veszített a hajó, és fekete füst kezdett el felszállni kéményéből. 01:27:53-kor a rendőrség több autót is kiküldött a hídhoz a forgalom megállítására, a déli oldalon ehhez mindössze 20 másodpercre volt szüksége a hatóságoknak, a híd másik végén is kevesebb, mint egy perc, ami nagyjából egybe esett a híd összeomlásával. Az ütközés előtt a hajó ledobta horgonyát, de ez már nem tudta megállítani.

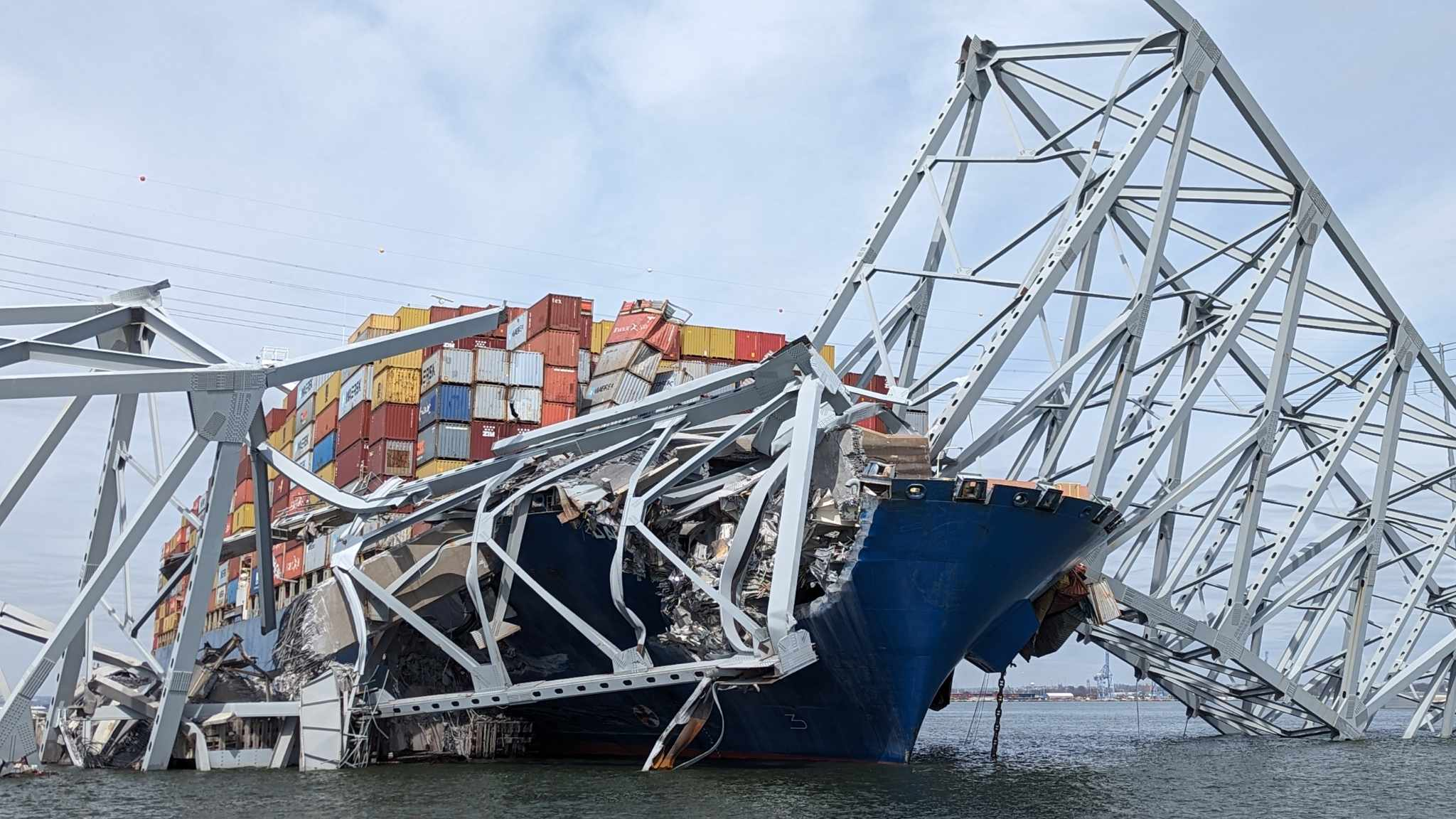
A Dali a baleset után

1:28:45-kor a híd érintkezett a híddal, nagyjából 8 csomós (15 km/h) sebességgel. 01:25-kor a hajó 8,7 csomós sebességgel utazott a csatorna elhagyása előtt, és 12,6 km/h-ás sebességre lassult  két perccel később.
Másodperceken belül a híd több helyen is összeszakadt, ráomlott a hajóra. A híd több része is a vízből kiállva maradt, a balesetet felvételen is megörökítették.
Az összeomlás pillanatában több jármű is volt a hídon, bár az első jelentések szerint ezekben senki se tartózkodott. A járművekben később kiderült, hogy a hidat karbantartó munkások tartózkodtak, éppen szünetüket töltve. Közeli lakosok nyilatkozatai szerint a baleset földrengéshez hasonlított.
01:30-kor kezdtek el hívásokat kapni a hatóságok a híd összeomlásáról, a rendőrség 01:35-kor indult a helyszínre. A parti őrség hajókkal és helikopterekkel érkezett ki, hogy elkezdjenek kutatni a vízbe zuhant emberekért.

A hajó ütközésének pontja
Összeomlott szakasz

## Fordítás
- Ez a szócikk részben vagy egészben  a   MV Dali című angol Wikipédia-szócikk ezen változatának fordításán alapul.  Az eredeti cikk szerkesztőit annak laptörténete sorolja fel. Ez a jelzés csupán a megfogalmazás eredetét és a szerzői jogokat jelzi, nem szolgál a cikkben szereplő információk forrásmegjelöléseként.
- Ez a szócikk részben vagy egészben  a   Francis Scott Key Bridge (Baltimore) című angol Wikipédia-szócikk ezen változatának fordításán alapul.  Az eredeti cikk szerkesztőit annak laptörténete sorolja fel. Ez a jelzés csupán a megfogalmazás eredetét és a szerzői jogokat jelzi, nem szolgál a cikkben szereplő információk forrásmegjelöléseként.
- Ez a szócikk részben vagy egészben  a   Francis Scott Key Bridge collapse című angol Wikipédia-szócikk ezen változatának fordításán alapul.  Az eredeti cikk szerkesztőit annak laptörténete sorolja fel. Ez a jelzés csupán a megfogalmazás eredetét és a szerzői jogokat jelzi, nem szolgál a cikkben szereplő információk forrásmegjelöléseként.